# NGC 1082
NGC 1082 je galaksija u zviježđu Eridan.

## Vanjske poveznice
- SEDS: NGC 1082